# Levon Aghababyan
Levon Aghababyan (en armenio: Լևոն Աղաբաբյան; Bitlis, 1887-1915) fue un matemático armenio, y director de escuelas secundarias en las provincias de Kütahya y Akşehir (1908-1914), y dirigió su propia escuela establecida en Kütahya durante tres años.

## Biografía
Levon nació en 1887 en Bitlis y se graduó de la Universidad de Sanasaryan. Desde 1908 hasta 1914 ejerció como profesor de matemáticas, y posteriormente director de varios colegios nacionales en las provincias de Akşehir y Kütahya. Posteriormente funda una escuela privada en la provincia de Kütahya, en la que trabajó durante tres años, y también llegó a ser editor del periódico "Azatamart". Falleció en 1915, como víctima del genocidio armenio.